# Jovanka Houska
Jovanka Houska est une joueuse d'échecs anglaise née le 10 juin 1980 à Londres. Championne d'Europe junior (en 2000) et huit fois championne de Grande-Bretagne (cinq fois de suite de 2008 à 2012, puis en 2016 et 2018), elle a obtenu le titre de maître international (mixte) en 2005.
Au 1er août 2017, elle est la première joueuse anglaise et la 57e joueuse mondiale avec un classement Elo de 2 402 points.

## Championnats du monde féminins
Jovanka Houska a remporté la médaille de bronze au championnat du monde d'échecs de la jeunesse féminin dans la catégorie moins de 10 ans en 1990. Lors du championnat d'Europe junior (moins de 20 ans), elle a remporté la médaille de bronze en 1988 et la médaille d'or en 2000 (devant la Lituanienne Viktorija Čmilytė).
Elle a participé au championnat du monde d'échecs féminin de 2006 : elle élimina Almira Skripchenko au premier tour avant d'être éliminée au deuxième tour par  la Chinoise Qin Kanying. En 2010, elle battit au premier tour la Polonaise Iweta Rajlich avant d'être éliminée au deuxième tour du championnat du monde féminin par l'Indienne Humpy Koneru.

## Compétitions par équipe
Jovanka Houska a représenté l'Angleterre lors de neuf olympiades féminines d'échecs depuis 1998 (avec une interruption en 2012). Elle jouait au deuxième échiquier (derrière Harriet Hunt) en 2002 et 2004. Depuis 2006, elle a joué à chaque fois au premier échiquier de l'équipe d'Angleterre,.
Elle participe au championnat d'Europe d'échecs des nations féminin depuis 1999 avec une absence en 2013. Elle remporta la médaille de bronze par équipe en 2001 (elle jouait au deuxième échiquier anglais) et la médaille d'argent individuelle au premier échiquier en 2015.

## Ouvrages
Jovanka Houska a publié des ouvrages sur les ouvertures d'échecs.
- (en) Play the Caro-Kann - A Complete Chess Opening Repertoire Against 1 e4, Everyman Chess, 2007  (ISBN 1-85744-434-5)
- (en) Starting Out: The Scandinavian, Everyman Chess, 2009  (ISBN 1-85744-582-1)
- (en) Dangerous Weapons: The Caro-Kann - Dazzle Your Opponents!, Everyman Chess, 2010  (ISBN 1-85744-635-6)Écrit avec John Emms et Richard Palliser.
- (en) Opening Repertoire. The Caro-Kann, Everyman Chess, 2015  (ISBN 9781781942109).

Elle a également publié un roman en 2016 :
- (en) The Mating Game: A new romance novel from the British Women's Chess Champion, The Conrad Press, 2016  (ISBN 1783019824).